# 沈桂芳
沈桂芳（1932年2月—2021年6月23日），女，汉族，浙江杭州人，中华人民共和国政治人物。曾任中国农业科学院党组书记、第一副院长。第七届全国人大代表。第八、九届全国政协委员。